# Tribeca Productions
Tribeca Productions (произносится [тра́йбека прода́кшнс] ) — американская медиакомпания, специализирующаяся на производстве кино- и видеопродукции. Учреждена (дата подачи заявки на регистрацию) 31 октября 1988 года в штате Делавэр, США. Фактическое местоположение: Гринвич Стрит, Нью-Йорк, США. Основана тремя частными лицами: Робертом Де Ниро, Джейн Розенталь и Крейгом Хаткоффом.

## История
Первоначально компания была создана для возрождения интереса производителей кино к съёмкам уличных сцен непосредственно в Нью-Йорке. До 1990 года снимать такие сцены было дешевле в схожих (без учёта панорамных планов) Ванкувере и Торонто, Канада. Для изменения ситуации компания предоставила необходимую техническую базу и выгодные экономические условия. Компания сама также занимается производством фильмов для кино и телевидения. По состоянию на май 2010 выпущено 34 фильма, 4 находятся в производстве, 10 проектов - в стадии начальной разработки. По различным оценкам кассовая выручка по всему миру от проката фильмов Tribeca Productions составила более 1 800 миллионов долларов США, при их суммарных бюджетах в 600 млн.долларов США.

## Дополнительная информация
- В ряде источников годом образования компании назван 1989 год. Вероятно, учитывая срок подготовки необходимой разрешительной документации и её получения, подразумевается год начала фактической деятельности компании.

## Фильмография
| Год  | Фильм                                                   | Примечание                                   |
| ---- | ------------------------------------------------------- | -------------------------------------------- |
| 1991 | Мыс страха                                              | Продюсер (не указан в титрах)                |
| 1992 | Громовое сердце                                         | Продюсер                                     |
| 1992 | Любовница                                               | Продюсер                                     |
| 1993 | TriBeCa                                                 | Исполнительный продюсер                      |
| 1993 | Ночь, в которую мы с тобой так никогда и не встретились | Продюсер (не указан в титрах)                |
| 1993 | Бронксская повесть                                      | Продюсер                                     |
| 1994 | Франкенштейн Мэри Шелли                                 | Ассоциированный продюсер                     |
| 1995 | Пантера                                                 | Продюсер (не указан в титрах)                |
| 1996 | Верность                                                | Продюсер                                     |
| 1996 | Комната Марвина                                         | Продюсер                                     |
| 1997 | Плутовство                                              | Продюсер                                     |
| 1998 | Свидетель против мафии                                  | Исполнительный продюсер                      |
| 1999 | Энтропия                                                | Продюсер                                     |
| 1999 | Без изъяна                                              | Продюсер                                     |
| 2000 | Приключения Рокки и Буллвинкля                          | Продюсер                                     |
| 2000 | Знакомство с родителями                                 | Продюсер                                     |
| 2000 | Праздник сердца                                         | Продюсер                                     |
| 2001 | Тюремная песня                                          | Продюсер                                     |
| 2002 | Мой мальчик                                             | Продюсер                                     |
| 2004 | Красота по-английски                                    | Продюсер                                     |
| 2004 | Знакомство с Факерами                                   | Продюсер                                     |
| 2005 | Богема                                                  | Продюсер                                     |
| 2006 | Ложное искушение                                        | Продюсер                                     |
| 2008 | Однажды в Голливуде                                     | Продюсер                                     |
| 2009 | Джонни Д.                                               | Исполнительный продюсер (не указан в титрах) |
| 2010 | Знакомство с Факерами 2                                 | Продюсер                                     |
| 2010 | Набережная Орфевр, 36                                   | Продюсер                                     |
| 2012 | Нью-Йорк 22                                             | Исполнительный продюсер                      |
| 2014 | Мой мальчик                                             | Исполнительный продюсер                      |
| 2017 | Лжец, Великий и Ужасный                                 | Исполнительный продюсер                      |
| 2018 | Богемская рапсодия                                      | Продюсер                                     |
| 2018 | Куинси                                                  | Продюсер                                     |
| 2019 | Когда они нас увидят                                    | Исполнительный продюсер                      |
| 2019 | Ирландец                                                | Продюсер                                     |
| 2020 | Артемис Фаул                                            | Исполнительный продюсер                      |
| 2020 | Айван, единственный и неповторимый                      | Исполнительный продюсер                      |